# توماس جونسون (لاعب كرة قدم)
توماس جونسون (بالإنجليزية: Thomas Johnson)‏ (24 يونيو 1981 بممفيس في الولايات المتحدة - ) هو لاعب كرة قدم أمريكية ولاعب كرة قدم أمريكي في مركز معرقل دفاعي. لعب مع دالاس كاوبويز وهيوستون تكسانز ونيويورك جتس وأتلانتا فالكونز.

## وصلات خارجية
- توماس جونسون على موقع مرجع كرة القدم المحترفة.كوم (الإنجليزية)